# Ptiloscola
Genre
Ptiloscola est un genre de lépidoptères (papillons) appartenant à la famille des Saturniidae, à la sous-famille des Ceratocampinae.

## Liste d'espèces
Selon Catalogue of Life (4 octobre 2014) :
- Ptiloscola affinis
- Ptiloscola amena
- Ptiloscola bipunctata
- Ptiloscola cinerea
- Ptiloscola dargei
- Ptiloscola descimoni
- Ptiloscola lilacina
- Ptiloscola picklei
- Ptiloscola rorerae
- Ptiloscola surrotunda
- Ptiloscola wellingi